# Шэнэ-Буса
Шэнэ́-Бу́са (бур. Шэнэ Бууса — «новый стан») — улус в Заиграевском районе Бурятии. Входит в сельское поселение «Илькинское».

## География
Улус расположен по юго-западной стороне региональной автодороги 03К-010 Улан-Удэ — Заиграево — Кижинга — Хоринск, на правом берегу реки Ильки, в 22 км к юго-востоку от районного центра, пгт Заиграево, в 3 км к северо-западу от центра сельского поселения — села Илька.

## Население
| 2002 | 2010 |
| ---- | ---- |
| 436  | ↘416 |